# Округлица (Банат)
Округлица је било граничарско насеље поред Нове Паланке, у 18. веку.

## Историја
Током 18. века постојало је граничарско насеље Округлица надомак Нове Паланке, као што се може видети на старој карти. У њега су свраћали 1660. године калуђери српског манастира Пећке патријаршије. Село је било српско, а сеоски кметови (3) су изашли пред скупљаче прилога и у име села дали 200 аспри "на благослов".
Аустријски царски ревизор је 1774. године констатовао да се "Огрулица" (по немачком) налази у Јасеновачком округу, Новопаланачког дистрикта. Место има милитарски статус, а становништво је било претежно влашко.
Место је коју годину касније било расељено. Спојено је 1777. године са селом Соколовац.